# Honnenahalli, Alur
Honnenahalli là một làng thuộc tehsil Alur, huyện Hassan, bang Karnataka, Ấn Độ.